# Corollarium
Een corollarium (Latijn voor toegift), of eenvoudiger gevolg, is een uitspraak die gemakkelijk volgt uit een eerdere uitspraak.
In de wiskunde volgt een corollarium typisch uit een voorafgaande stelling. Het gebruik van corollarium, in plaats van propositie of stelling is subjectief. Stelling {\displaystyle B} is een corollarium van stelling {\displaystyle A} als {\displaystyle B} gemakkelijk uit {\displaystyle A} kan worden gededuceerd. De invulling van gemakkelijk varieert afhankelijk van auteur en context.
De betekenis van een corollarium wordt vaak als secundair beschouwd in vergelijking met de betekenis van de oorspronkelijke stelling. Het is ongebruikelijk dat men {\displaystyle B} een corollarium noemt, als de wiskundige gevolgen ervan even belangrijk zijn als die van {\displaystyle A}. Een corollarium heeft soms een bewijs dat de afleiding uit de voorafgaande stelling verklaart, maar soms wordt de afleiding ook als vanzelfsprekend beschouwd.